# Małopolski Wyścig Górski
Małopolski Wyścig Górski, znany też jako Tour of Małopolska – jedna z najstarszych i najtrudniejszych imprez kolarskich w Polsce. Jest to wyścig etapowy, rozgrywany w czerwcu. Po raz pierwszy odbył się w 1961 r. ze startem i metą w Krakowie. Po roku 1989 inicjatorem wznowienia wyścigu był prezes Małopolskiego Związku Kolarskiego Marek Kosicki. Ma kategorię 2.2 UCI a jego organizatorem jest Małopolski Związek Kolarski.
Wyścig składa się zazwyczaj z kilku (3 do 4) etapów, a także prologu, którego wyniki nie są wliczane do klasyfikacji generalnej. Najczęściej prologiem jest kryterium uliczne „o złoty pierścień Krakowa” rozgrywane wokół krakowskiego rynku (w niektórych sezonach prologiem była jazda indywidualna na czas pod Kopiec Kościuszki lub kryterium wokół Wawelu). Jazda indywidualna na czas jest często rozgrywana, choć nie jest stałym elementem małopolskiej etapówki. Poszczególne etapy mają wybitnie górski bądź też górzysty profil, cechują się dużą liczbą ciężkich podjazdów. Profil trasy sprawia, że często wielu zawodników zostaje wyeliminowanych i na metę ostatniego etapu przyjeżdża połowa lub mniej z zawodników, którzy pojawili się na starcie wyścigu.
Oprócz klasyfikacji generalnej nagradzanej żółtą koszulką prowadzone są też klasyfikacje poboczne: górska (zielona koszulka), punktowa (koszulka fioletowa), poniżej 23 lat i drużynowa.
Najsłynniejszym podjazdem na trasie wyścigu była wielicka ulica Mikołaja Kopernika. Na kilometrowym odcinku jest tam 100 metrów przewyższenia, przy czym najbardziej strome odcinki podjazdu są wyłożone starym brukiem, po którym kolarze niejednokrotnie już prowadzili swe rowery. Od roku 2015 pierwszy etap rozgrywany jest na trasie Alwernia-Trzebinia (przemiennie).

## Zwycięzcy
Opracowano na podstawie:
| Rok  | Pierwsze             | Drugie                | Trzecie               |
| ---- | -------------------- | --------------------- | --------------------- |
| 1961 | Roman Chtiej         | Adam Gęszka           | Andrzej Piechaczek    |
| 1962 | Antoni Palka         | Benedykt Baścik       | Franciszek Surmiński  |
| 1963 | Franciszek Surmiński | Jan Magiera           | Benedykt Baścik       |
| 1964 | Józef Dylik          | Zygfryd Widera        | Emil Szpitalny        |
| 1965 | Marian Forma         | Władysław Kozłowski   | Antoni Palka          |
| 1966 | Czesław Polewiak     | Emil Szpitalny        | Paweł Świderski       |
| 1967 | Henryk Woźniak       | Franciszek Surmiński  | Tadeusz Prasek        |
| 1968 | Marian Forma         | Antoni Palka          | Ryszard Zapała        |
| 1969 | Bogdan Langiewicz    | Marian Nawrot         | Wiktor Kohut          |
| 1970 | Jan Baćkowski        | Jan Bylicki           | Jan Smyrak            |
| 1971 | Zbigniew Krzeszowiec | Szczepan Klimczak     | Wojciech Matusiak     |
| 1972 | Edward Barcik        | Lucjan Lis            | Stanisław Szozda      |
| 1973 | Jerzy Rzepka         | Florian Andrzejewski  | Tadeusz Ochot         |
| 1974 | Ryszard Szurkowski   | Stanisław Szozda      | Hans-Joachim Hartnick |
| 1975 | Janusz Kowalski      | Edward Barcik         | Wojciech Matusiak     |
| 1976 | Stanisław Szozda     | Tadeusz Mytnik        | Tadeusz Zawada        |
| 1977 | Ryszard Szurkowski   | Józef Kołopajło       | Jan Brzeźny           |
| 1978 | Tadeusz Mytnik       | Florian Andrzejewski  | Bronisław Ebel        |
| 1979 | Krzysztof Sujka      | Ryszard Szurkowski    | Mieczysław Nowicki    |
| 1980 | Roman Cieślak        | Tadeusz Mytnik        | Zbigniew Szczepkowski |
| 1981 | Czesław Lang         | Mieczysław Korycki    | Zbigniew Kraśniak     |
| 1982 | Jan Muzyka           | Zbigniew Szczepkowski | Bogdan Wodok          |
| 1983 | Roman Cieślak        | Paweł Kowalski        | Andrzej Oleksiewicz   |
| 1984 | Tadeusz Krawczyk     | Paweł Bartkowiak      | Jerzy Jagieła         |
| 1985 | Zbigniew Albin       | Andrzej Sypytkowski   | Dariusz Kajzer        |
| 1986 | Paweł Bartkowiak     | Zenon Jaskuła         | Andrzej Sypytkowski   |
| 1987 | Andrzej Sypytkowski  | Mieczysław Karłowicz  | Thilo Fuhrmann        |
| 1988 | Zdzisław Krudysz     | Krzysztof Sobieraj    | Marian Gołdyn         |
| 1989 | Zbigniew Piątek      | Sławomir Frejowski    | Jan Skowronek         |
| 1990 | Andrzej Maćkowski    | Zbigniew Spruch       | Zbigniew Piątek       |
| 1991 | Jacek Bodyk          | Zbigniew Piątek       | Radosław Romanik      |
| 1994 | Piotr Przydział      | Radosław Romanik      | Krzysztof Drożdż      |
| 1995 | Tomasz Brożyna       | Karsten Niemann       | Radosław Romanik      |
| 1996 | Andrzej Mierzejewski | Tomasz Kłoczko        | Grzegorz Gwiazdowski  |
| 1997 | Dainis Ozols         | Piotr Chmielewski     | Andrzej Sypytkowski   |
| 1998 | Zbigniew Piątek      | Piotr Chmielewski     | Radosław Romanik      |
| 1999 | Tomasz Brożyna       | Radosław Romanik      | Piotr Chmielewski     |
| 2000 | Grzegorz Rosoliński  | Paweł Niedźwiecki     | Zbigniew Piątek       |
| 2001 | Zbigniew Piątek      | Aleksiej Nakaznyj     | Piotr Przydział       |
| 2002 | Radosław Romanik     | Cezary Zamana         | Zbigniew Piątek       |
| 2003 | Cezary Zamana        | Bartosz Huzarski      | Radosław Romanik      |
| 2004 | Ondřej Fadrny        | Sebastian Skiba       | Robert Radosz         |
| 2005 | Cezary Zamana        | Bartosz Huzarski      | Radosław Romanik      |
| 2006 | Marek Rutkiewicz     | Marek Maciejewski     | Marcin Sapa           |
| 2007 | Mateusz Komar        | Radosław Romanik      | Dawid Krupa           |
| 2008 | Marcin Sapa          | Mariusz Witecki       | Siergiej Firsanow     |
| 2009 | Artur Detko          | Jacek Morajko         | Mateusz Mróz          |
| 2010 | Jacek Morajko        | Alessandro Bertuola   | Mateusz Taciak        |
| 2011 | Tomasz Marczyński    | Marek Rutkiewicz      | Łukasz Bodnar         |
| 2012 | Marek Rutkiewicz     | Paweł Cieślik         | Mariusz Witecki       |
| 2013 | Łukasz Bodnar        | Paweł Cieślik         | Jiří Hudeček          |
| 2014 | Maximilian Werda     | Paweł Bernas          | Paweł Cieślik         |
| 2015 | Marko Kump           | Witalij Buc           | Martin Grøn           |
| 2016 | Mateusz Taciak       | Andrij Brataszczuk    | Domen Novak           |
| 2017 | Maciej Paterski      | Paweł Bernas          | Jonas Gregaard        |
| 2018 | Amaro Antunes        | Paweł Cieślik         | Anatolij Budiak       |
| 2019 | Adam Stachowiak      | Anatolij Budiak       | Andrea Di Renzo       |
| 2020 | Vojtěch Řepa         | Torstein Træen        | Piotr Brożyna         |
| 2021 | Michal Schlegel      | Paweł Cieślik         | Anatolij Budiak       |
| 2022 | Jonas Rapp           | Rainer Kepplinger     | Jakub Otruba          |
| 2023 | Márton Dina          | Marcin Budziński      | Adam Ťoupalík         |
| 2024 | Riccardo Zoidl       | Márton Dina           | Jonas Rapp            |